# Berliner Landespokal 1985/86
Der Paul-Rusch-Pokal 1985/86 war die 60. Austragung des Berliner Landespokals der Männer im Amateurfußball, der erst vom VBB und ab dem 26. Oktober 1985 vom BFV zwischen 1950/51 und 1990/91 nur auf dem Gebiet von West-Berlin durchgeführt wurde. Der SC Charlottenburg wurde nach 1983 zum zweiten Mal Landespokalsieger, in dem man im Finale den Spandauer SV mit 2:1 besiegte. Damit machten die Charlottenburger das Double von Meisterschaft und Pokalsieg perfekt. Durch diesen Sieg qualifizierte sich der SCC für den DFB-Pokal 1986/87.

## Kalender
Die Spiele des diesjährigen Berliner Landespokal wurden an folgenden Terminen ausgetragen:
| Runde         | Datum                               | Spiele  | Vereine   |
| ------------- | ----------------------------------- | ------- | --------- |
| 1. Hauptrunde | 07. – 14. August 1985               | 63 + 10 | 127 → 640 |
| 2. Hauptrunde | 17. – 27. August 1985               | 32 + 40 | 64 → 32   |
| 3. Hauptrunde | 3. – 26. September 1985             | 16 + 10 | 32 → 16   |
| Achtelfinale  | 15. Dezember 1985 – 21. Januar 1986 | 8 + 1   | 16 → 80   |
| Viertelfinale | 1. – 2. Februar 1986                | 4       | 8 → 4     |
| Halbfinale    | 9. April 1986                       | 2       | 4 → 2     |
| Finale        | 11. Mai 1986                        | 1       | 2 → 1     |

## Teilnehmende Mannschaften
Am Berliner Landespokal 1985/86 nahmen alle 127 West-Berliner Mannschaften von der Oberliga Berlin bis zur Kreisliga C teil.
Die Mannschaften gliederten sich für den Berliner Landespokal wie folgt nach Ligaebene auf (In Klammern ist die Ligaebene angegeben, in der der Verein spielt):
| Oberliga Berlin 16 Vertreter der Saison 1985/86 | Landesliga 16 Vertreter der Saison 1985/86 | Kreisliga A 1. Abteilung 16 Vertreter der Saison 1985/86 | Kreisliga A 2. Abteilung 16 Vertreter der Saison 1985/86 |
| - SC Charlottenburg (OL) - Spandauer SV (OL) - Hertha 03 Zehlendorf (OL) - Reinickendorfer Füchse (OL) - TuS Makkabi Berlin (OL) - Tasmania Berlin (OL) - Traber FC Mariendorf (OL) - Spandauer BC 06 (OL) - Lichterfelder SU (OL) - Hertha BSC Amateure (OL) - SC Gatow (OL) - Rapide Wedding (OL) - BFC Preussen (OL) - VfB Neukölln (OL) - Lichtenrader BC 25 (OL) - SC Westend 1901 (OL) | - Neuköllner Sportfreunde (LL) - SC Union 06 Berlin (LL) - Wacker 04 Berlin (LL) - NFC Rot-Weiß Berlin (LL) - FV Brandenburg/Lichterfelde (LL) - SC Tegel (LL) - 1. FC Wacker Lankwitz (LL) - 1. FC Neukölln (LL) - SV Nord-Nordstern (LL) - BSC Rehberge 1945 (LL) - Berliner Sport-Club (LL) - FC Phönix 1956 (LL) - SV Stern Britz (LL) - Weddinger FC (LL) - SV Blau-Weiß Spandau (LL) - TSV Rudow (LL) | - SV Adler Mariendorf (KLA) - Schwarz-Weiß Spandau (KLA) - SC Staaken (KLA) - Minerva 93 Berlin (KLA) - Wilmersdorfer SC (KLA) - Mariendorfer SV 06 (KLA) - VfB Hermsdorf (KLA) - Berlin Türkspor (KLA) - FC Internationale Berlin (KLA) - NSC Cimbria 1900 (KLA) - Polizei SV Berlin (KLA) - BSV Normannia 08 (KLA) - FC Stern Marienfelde (KLA) - Berliner TSV 1850 (KLA) - Concordia Wittenau (KLA) - CFC Hertha 06 (KLA) | - BSC Hota 1921 (KLA) - Preußen Wilmersdorf (KLA) - SpVgg Hellas-Nordwest 04 (KLA) - SV Norden-Nordwest (KLA) - Frohnauer SC (KLA) - SC Teutonia Spandau (KLA) - BFC Viktoria 1889 (KLA) - BSC Eintracht/Südring 1931 (KLA) - VfL Schöneberg (KLA) - SC Siemensstadt (KLA) - BFC Meteor 06 (KLA) - BSC Kickers 1900 (KLA) - 1. FC Lübars (KLA) - BFC İzmirspor (KLA) - SpVgg Schöneberg (KLA) - SFC Stern 1900 (KLA) |
| Kreisliga B Saison 1985/86 | Kreisliga B Saison 1985/86 | Kreisliga C Saison 1985/86 | Kreisliga C Saison 1985/86 |
| 32 Vertreter der zwei Abteilungen (KLB) | 32 Vertreter der zwei Abteilungen (KLB) | 31 Vertreter der zwei Abteilungen (KLC) | 31 Vertreter der zwei Abteilungen (KLC) |
| Ligaebene in Klammern: • OL = Oberliga • LL = Landesliga • KLA = Kreisliga A • KLB = Kreisliga B • KLC = Kreisliga C | | | |

## Spielmodus
Der Berliner Landespokal 1985/86 wurde im K.-o.-System ausgetragen. Es wurde zunächst versucht, in 90 Minuten einen Gewinner auszuspielen. Stand es danach unentschieden, kam es wie in anderen Pokalwettbewerben zu einer Verlängerung von 2 × 15 Minuten. War danach immer noch kein Sieger gefunden, wurde ein Wiederholungsspiel mit getauschtem Heimrecht angesetzt. Erst wenn es auch im Wiederholungsspiel nach Verlängerung unentschieden stand, wurde dieses im Elfmeterschießen nach dem bekannten Muster entschieden.

## Turnierbaum
|  | Achtelfinale | Achtelfinale           | Achtelfinale      |                    |                      | Viertelfinale | Viertelfinale | Viertelfinale |  |  | Halbfinale | Halbfinale | Halbfinale |  |  | Finale | Finale | Finale |
|  |              |                        |                   |                    |                      |               |               |               |  |  |            |            |            |  |  |        |        |        |
|  | OL           | Reinickendorfer Füchse | 1                 |                    |                      |               |               |               |  |  |            |            |            |  |  |        |        |        |
|  | OL           | Hertha 03 Zehlendorf   | 3                 |                    |                      |               |               |               |  |  |            |            |            |  |  |        |        |        |
|  | OL           | Hertha 03 Zehlendorf   | 3                 | OL                 | Hertha 03 Zehlendorf | 2             |               |               |  |  |            |            |            |  |  |        |        |        |
|  |              |                        |                   | OL                 | Hertha 03 Zehlendorf | 2             |               |               |  |  |            |            |            |  |  |        |        |        |
|  |              |                        | OL                | Spandauer SV       | 3                    |               |               |               |  |  |            |            |            |  |  |        |        |        |
|  | OL           | Spandauer SV           | OL                | Spandauer SV       | 3                    | 6             |               |               |  |  |            |            |            |  |  |        |        |        |
|  | OL           | Spandauer SV           |                   |                    |                      | 6             |               |               |  |  |            |            |            |  |  |        |        |        |
|  | KLA          | BFC Viktoria 1889      | 1                 |                    |                      |               |               |               |  |  |            |            |            |  |  |        |        |        |
|  | KLA          | BFC Viktoria 1889      | 1                 | OL                 | Spandauer SV         | 4             |               |               |  |  |            |            |            |  |  |        |        |        |
|  |              |                        |                   | OL                 | Spandauer SV         | 4             |               |               |  |  |            |            |            |  |  |        |        |        |
|  |              | KLA                    | SC Staaken        | 1                  |                      |               |               |               |  |  |            |            |            |  |  |        |        |        |
|  | KLA          | KLA                    | SC Staaken        | 1                  | BFC İzmirspor        | 0             |               |               |  |  |            |            |            |  |  |        |        |        |
|  | KLA          |                        |                   |                    | BFC İzmirspor        | 0             |               |               |  |  |            |            |            |  |  |        |        |        |
|  | OL           | TuS Makkabi Berlin     | 1                 |                    |                      |               |               |               |  |  |            |            |            |  |  |        |        |        |
|  | OL           | TuS Makkabi Berlin     | 1                 | OL                 | TuS Makkabi Berlin   | 3             |               |               |  |  |            |            |            |  |  |        |        |        |
|  |              |                        |                   | OL                 | TuS Makkabi Berlin   | 3             |               |               |  |  |            |            |            |  |  |        |        |        |
|  |              |                        | KLA               | SC Staaken         | 4                    |               |               |               |  |  |            |            |            |  |  |        |        |        |
|  | KLA          | SC Staaken             | KLA               | SC Staaken         | 4                    | 3             |               |               |  |  |            |            |            |  |  |        |        |        |
|  | KLA          | SC Staaken             |                   |                    |                      |               |               |               |  |  |            |            |            |  |  |        |        |        |
|  | LL           | SV Blau-Weiß Spandau   | 1                 |                    |                      |               |               |               |  |  |            |            |            |  |  |        |        |        |
|  | LL           | SV Blau-Weiß Spandau   | 1                 | OL                 | Spandauer SV         | 1             |               |               |  |  |            |            |            |  |  |        |        |        |
|  |              |                        |                   |                    |                      |               |               |               |  |  |            |            |            |  |  |        |        |        |
|  |              | OL                     | SC Charlottenburg | 2                  |                      |               |               |               |  |  |            |            |            |  |  |        |        |        |
|  | OL           | OL                     | SC Charlottenburg | 2                  | Lichterfelder SU     | 7             |               |               |  |  |            |            |            |  |  |        |        |        |
|  | OL           |                        |                   |                    | Lichterfelder SU     | 7             |               |               |  |  |            |            |            |  |  |        |        |        |
|  | KLA          | BSV Normannia 08       | 2                 |                    |                      |               |               |               |  |  |            |            |            |  |  |        |        |        |
|  | KLA          | BSV Normannia 08       | 2                 | OL                 | Lichterfelder SU     | 0             |               |               |  |  |            |            |            |  |  |        |        |        |
|  |              |                        |                   | OL                 | Lichterfelder SU     | 0             |               |               |  |  |            |            |            |  |  |        |        |        |
|  |              |                        | OL                | SC Charlottenburg  | 1                    |               |               |               |  |  |            |            |            |  |  |        |        |        |
|  | KLB          | Vatanspor 1976         | OL                | SC Charlottenburg  | 1                    | 0             |               |               |  |  |            |            |            |  |  |        |        |        |
|  | KLB          | Vatanspor 1976         |                   |                    |                      | 0             |               |               |  |  |            |            |            |  |  |        |        |        |
|  | OL           | SC Charlottenburg      | 2                 |                    |                      |               |               |               |  |  |            |            |            |  |  |        |        |        |
|  | OL           | SC Charlottenburg      | 2                 | OL                 | SC Charlottenburg    | 3             |               |               |  |  |            |            |            |  |  |        |        |        |
|  |              |                        |                   | OL                 | SC Charlottenburg    | 3             |               |               |  |  |            |            |            |  |  |        |        |        |
|  |              | LL                     | Weddinger FC      | 1                  |                      |               |               |               |  |  |            |            |            |  |  |        |        |        |
|  | KLA          | LL                     | Weddinger FC      | 1                  | Polizei SV Berlin    | 1             |               |               |  |  |            |            |            |  |  |        |        |        |
|  | KLA          |                        |                   |                    |                      |               |               |               |  |  |            |            |            |  |  |        |        |        |
|  | LL           | Weddinger FC           | 4                 |                    |                      |               |               |               |  |  |            |            |            |  |  |        |        |        |
|  | LL           | Weddinger FC           | 4                 | LL                 | Weddinger FC         | 2             |               |               |  |  |            |            |            |  |  |        |        |        |
|  |              |                        |                   | LL                 | Weddinger FC         | 2             |               |               |  |  |            |            |            |  |  |        |        |        |
|  |              |                        | OL                | Lichtenrader BC 25 | 0                    |               |               |               |  |  |            |            |            |  |  |        |        |        |
|  | OL           | Rapide Wedding         | OL                | Lichtenrader BC 25 | 0                    | 1 / 2         |               |               |  |  |            |            |            |  |  |        |        |        |
|  | OL           | Rapide Wedding         |                   |                    |                      |               |               |               |  |  |            |            |            |  |  |        |        |        |
|  | OL           | Lichtenrader BC 25 1   | 1 / 2             |                    |                      |               |               |               |  |  |            |            |            |  |  |        |        |        |

## Ergebnisse

### 1. Hauptrunde
An der 1. Hauptrunde nahmen alle 127 Mannschaften teil, wobei der SSC Südwest 1947 ein Freilos hatte.
Die Auslosung wurde am 21. Juni 1985 vorgenommen.
| Datum                 |                                    | Ergebnis   |                                       |
| --------------------- | ---------------------------------- | ---------- | ------------------------------------- |
| Mi 0.7.08., 19:30 Uhr | Wacker 04 Berlin (LL)              | 2:1        | FZC Rudow 1973 (KLC)                  |
| Sa 10.08., 15:00 Uhr  | SC Westend 1901 (OL)               | 2:1        | Berliner TSV 1850 (KLA)               |
| So 11.08., 10:40 Uhr  | Neuköllner Sportfreunde (LL)       | 4:3        | TSV Helgoland 1897 (KLC)              |
| So 11.08., 10:40 Uhr  | SV Norden-Nordwest (KLA)           | 4:0        | CFC Hertha 06 (KLA)                   |
| So 11.08., 10:40 Uhr  | Tasmania Berlin (OL)               | 3:0        | FC Phönix 1956 (LL)                   |
| So 11.08., 10:40 Uhr  | Berliner AK 07 (KLC)               | 0:4        | Spandauer BC 06 (OL)                  |
| So 11.08., 12:40 Uhr  | FC Tiergarten 1958 (KLB)           | 1:4        | BSC Kickers 1900 (KLA)                |
| So 11.08., 15:00 Uhr  | BSC Eintracht/Südring 1931 (KLA)   | 3:1        | FV Brandenburg/Lichterfelde (LL)      |
| So 11.08., 15:00 Uhr  | SC Teutonia Spandau (KLA)          | 6:0        | DJK Roland-Borsigwalde (KLC)          |
| So 11.08., 15:00 Uhr  | 1. FC Lübars (KLA)                 | 1:4        | Post SV Berlin (KLB)                  |
| So 11.08., 15:00 Uhr  | Friedenauer TSC (KLB)              | 2:1 n. V.  | BSC Comet (KLC)                       |
| So 11.08., 15:00 Uhr  | Lichterfelder SU (OL)              | 15:00      | FSV Grün-Rot 1981 (KLC)               |
| So 11.08., 15:00 Uhr  | SV Nord-Nordstern (LL)             | 2:1        | SC Berliner Amateure (KLB)            |
| So 11.08., 15:00 Uhr  | SC Union 06 Berlin (LL)            | 1:2        | SC Borsigwalde 1910 (KLB)             |
| So 11.08., 15:00 Uhr  | Berliner SV 1892 (KLB)             | 2:3        | Weddinger FC (LL)                     |
| So 11.08., 15:00 Uhr  | DJK Schwarz-Weiß Neukölln (KLB)    | 2:7        | SC Charlottenburg (OL)                |
| So 11.08., 15:00 Uhr  | Frohnauer SC (KLA)                 | 0:1        | Charlottenburger SV 1897 (KLB)        |
| So 11.08., 15:00 Uhr  | SV Yeşilyurt Berlin (KLB)          | 1:2        | FSV Hansa 07 Berlin (KLB)             |
| So 11.08., 15:00 Uhr  | SV Blau-Weiß Spandau (LL)          | 5:0        | FC Internationale Berlin (KLA)        |
| So 11.08., 15:00 Uhr  | RFC Liberta (KLB)                  | 1:3        | Vatanspor 1976 (KLB)                  |
| So 11.08., 15:00 Uhr  | SC Ruhleben (KLC)                  | 1:3        | BFC İzmirspor (KLA)                   |
| So 11.08., 15:00 Uhr  | Alemannia 06 Haselhorst (KLB)      | 6:0        | Tunesischer SV Berlin (KLC)           |
| So 11.08., 15:00 Uhr  | RFC Alt-Holland (KLC)              | 2:4        | FSV Spandauer Kickers (KLB)           |
| So 11.08., 15:00 Uhr  | 1. FC Neukölln (LL)                | 6:1        | ASV Berlin (KLC)                      |
| So 11.08., 15:00 Uhr  | Berliner Sport-Club (LL)           | 5:2        | 1. FC Concordia Gropiusstadt (KLB)    |
| So 11.08., 15:00 Uhr  | NSC Marathon 02 (KLB)              | 2:0        | VfL Schöneberg (KLA)                  |
| So 11.08., 15:00 Uhr  | BFC Alemannia 90 (KLB)             | 1:0        | SV Süden 09 (KLC)                     |
| So 11.08., 15:00 Uhr  | DJK Westen 23 (KLB)                | 0:5        | BSC Hota 1921 (KLA)                   |
| So 11.08., 15:00 Uhr  | VfB Neukölln (OL)                  | kampflos 2 | SC Bratstvo 1971 (KLC)                |
| So 11.08., 15:00 Uhr  | Schwarz-Weiß Spandau (KLA)         | 3:0        | FC Göztepe 1978 (KLC)                 |
| So 11.08., 15:00 Uhr  | BFC Meteor 06 (KLA)                | 4:1        | SC Azur 1951 (KLC)                    |
| So 11.08., 15:00 Uhr  | TSV Rudow (LL)                     | 0:1        | BFC Preussen (OL)                     |
| So 11.08., 15:00 Uhr  | BSV Normannia 08 (KLA)             | 4:0        | Berlin Türkspor (KLA)                 |
| So 11.08., 15:00 Uhr  | SpVgg DJK Burgund 1922 (KLC)       | 0:8        | SpVgg Hellas-Nordwest 04 (KLA)        |
| So 11.08., 15:00 Uhr  | Lichtenrader BC 25 (OL)            | 3:1        | VfB Hermsdorf (KLA)                   |
| So 11.08., 15:00 Uhr  | BSV Grün-Weiss Neukölln (KLB)      | 4:2        | SV Stern Britz (KLA)                  |
| So 11.08., 15:00 Uhr  | Blau-Weiß 90 Berlin Amateure (KLC) | 5:1        | BSC Rehberge 1945 (LL)                |
| So 11.08., 15:00 Uhr  | Spandauer SC 99 (KLB)              | 3:1        | Concordia Wittenau (KLA)              |
| So 11.08., 15:00 Uhr  | BFC Olympia 1953 (KLB)             | 1:4        | Mariendorfer SV 06 (KLA)              |
| So 11.08., 15:00 Uhr  | FV Wannsee (KLB)                   | 3:6        | FC Karaburan 1975 (KLC)               |
| So 11.08., 15:00 Uhr  | Kreuzberger Sportfreunde (KLC)     | 1:6        | NFC Rot-Weiß Berlin (LL)              |
| So 11.08., 15:00 Uhr  | FC Stern Marienfelde (KLA)         | 1:2        | Hertha BSC Amateure (OL)              |
| So 11.08., 15:00 Uhr  | NSC Cimbria 1900 (KLA)             | 2:5        | SpVgg Schöneberg (KLA)                |
| So 11.08., 15:00 Uhr  | SV Adler Mariendorf (KLA)          | 6:4        | BBC Südost (KLB)                      |
| So 11.08., 15:00 Uhr  | Anadoluspor Berlin (KLC)           | 5:2        | Minerva 93 Berlin (KLA)               |
| So 11.08., 15:00 Uhr  | SC Union Südost (KLC)              | 0:7        | Polizei SV Berlin (KLA)               |
| So 11.08., 15:00 Uhr  | Spandauer SV (OL)                  | 1:0        | Sportfreunde Kladow (KLB)             |
| So 11.08., 15:00 Uhr  | SC Tegel (LL)                      | 2:1        | 1. FC Wacker Lankwitz (LL)            |
| So 11.08., 15:00 Uhr  | Hertha 03 Zehlendorf (OL)          | 1:0        | SC Gatow (OL)                         |
| So 11.08., 15:00 Uhr  | FC Brandenburg 03 (KLC)            | 2:2 n. V.  | BFC Viktoria 1889 (KLA)               |
| So 11.08., 15:00 Uhr  | SV Corso 1899 / Vineta (KLC)       | 1:2        | Traber FC Mariendorf (OL)             |
| So 11.08., 15:00 Uhr  | TuS Makkabi Berlin (OL)            | 5:2        | BFC Südring (KLB)                     |
| So 11.08., 15:00 Uhr  | FC Grunewald (KLC)                 | 0:6        | Wilmersdorfer SC (KLA)                |
| So 11.08., 15:00 Uhr  | SC Staaken (KLA)                   | 5:1        | SV Dresdenia 1924 (KLC)               |
| So 11.08., 15:00 Uhr  | Neuköllner SC Sperber (KLB)        | 4:2        | SC Lankwitz (KLB)                     |
| So 11.08., 15:00 Uhr  | SpVgg Berlin 1974 (KLB)            | 2:0        | SG Rupenhorn (KLC)                    |
| So 11.08., 15:00 Uhr  | Preußen Wilmersdorf (KLA)          | 3:1        | BFC Germania 1888 (KLB)               |
| So 11.08., 15:00 Uhr  | SG AMK Berlin (KLB)                | 6:0        | VfB Britz (KLC)                       |
| So 11.08., 15:00 Uhr  | SC Heiligensee (KLC)               | 3:1        | Steglitz GB (KLC)                     |
| So 11.08., 15:00 Uhr  | SFC Stern 1900 (KLA)               | 1:4        | Rapide Wedding (OL)                   |
| So 11.08., 15:00 Uhr  | VfB Pankow (KLB)                   | 4:1 n. V.  | NSC Südstern 08 (KLC)                 |
| So 11.08., 15:00 Uhr  | FC Jugoslawia (KLC)                | 0:4        | SC Siemensstadt (KLA)                 |
| Mi .14.08., 18:30 Uhr | Reinickendorfer Füchse (OL)        | 3:0        | Tennis Borussia Berlin Amateure (KLC) |

#### Wiederholungsspiel
| Datum                 |                         | Ergebnis  |                         |
| --------------------- | ----------------------- | --------- | ----------------------- |
| Mi .14.08., 18:00 Uhr | BFC Viktoria 1889 (KLA) | 2:1 n. V. | FC Brandenburg 03 (KLC) |

### 2. Hauptrunde
An der 2. Hauptrunde nahmen die 64 Sieger der 1. Hauptrunde teil.
| Datum                 |                                    | Ergebnis  |                                  |
| --------------------- | ---------------------------------- | --------- | -------------------------------- |
| Sa 17.08., 15:00 Uhr  | SC Westend 1901 (OL)               | 2:4       | Tasmania Berlin (OL)             |
| So 18.08., 15:00 Uhr  | Traber FC Mariendorf (OL)          | 5:0       | Charlottenburger SV 1897 (KLB)   |
| So 18.08., 15:00 Uhr  | BFC Meteor 06 (KLA)                | 4:2       | FSV Spandauer Kickers (KLB)      |
| So 18.08., 15:00 Uhr  | Friedenauer TSC (KLB)              | 0:2       | BSC Hota 1921 (KLA)              |
| So 18.08., 15:00 Uhr  | BSC Kickers 1900 (KLA)             | 3:1       | BSC Eintracht/Südring 1931 (KLA) |
| So 18.08., 15:00 Uhr  | Neuköllner SC Sperber (KLB)        | 0:4       | Lichterfelder SU (OL)            |
| So 18.08., 15:00 Uhr  | SC Staaken (KLA)                   | 2:1       | BFC Preussen (OL)                |
| So 18.08., 15:00 Uhr  | Blau-Weiß 90 Berlin Amateure (KLC) | 0:5       | BSV Grün-Weiss Neukölln (KLB)    |
| So 18.08., 15:00 Uhr  | Preußen Wilmersdorf (KLA)          | 4:2 n. V. | BFC Alemannia 90 (KLB)           |
| So 18.08., 15:00 Uhr  | 1. FC Neukölln (LL)                | 2:0       | Schwarz-Weiß Spandau (KLA)       |
| So 18.08., 15:00 Uhr  | Alemannia 06 Haselhorst (KLB)      | 5:6 n. V. | Polizei SV Berlin (KLA)          |
| So 18.08., 15:00 Uhr  | Spandauer SV (OL)                  | 6:1       | NSC Marathon 02 (KLB)            |
| So 18.08., 15:00 Uhr  | SG AMK Berlin (KLB)                | 0:2       | SV Adler Mariendorf (KLA)        |
| So 18.08., 15:00 Uhr  | SV Nord-Nordstern (LL)             | 4:3 n. V. | Anadoluspor Berlin (KLC)         |
| So 18.08., 15:00 Uhr  | Hertha BSC Amateure (OL)           | 2:2 n. V. | Lichtenrader BC 25 (OL)          |
| So 18.08., 15:00 Uhr  | SV Blau-Weiß Spandau (LL)          | 5:1       | SC Borsigwalde 1910 (KLB)        |
| So 18.08., 15:00 Uhr  | SC Teutonia Spandau (KLA)          | 0:4       | SC Charlottenburg (OL)           |
| So 18.08., 15:00 Uhr  | BSV Normannia 08 (KLA)             | 5:2       | Neuköllner Sportfreunde (LL)     |
| So 18.08., 15:00 Uhr  | SC Heiligensee (KLC)               | 1:2       | SV Norden-Nordwest (KLA)         |
| So 18.08., 15:00 Uhr  | SC Siemensstadt (KLA)              | 1:3       | TuS Makkabi Berlin (OL)          |
| So 18.08., 15:00 Uhr  | BFC İzmirspor (KLA)                | 3:1       | FSV Hansa 07 Berlin (KLB)        |
| So 18.08., 15:00 Uhr  | Wilmersdorfer SC (KLA)             | 3:2 n. V. | SC Tegel (LL)                    |
| So 18.08., 15:00 Uhr  | BFC Viktoria 1889 (KLA)            | 7:4       | FC Karaburan 1975 (KLC)          |
| So 18.08., 15:00 Uhr  | Spandauer SC 99 (KLB)              | 1:1 n. V. | Vatanspor 1976 (KLB)             |
| So 18.08., 15:00 Uhr  | Hertha 03 Zehlendorf (OL)          | 9:2       | Post SV Berlin (KLB)             |
| So 18.08., 15:00 Uhr  | Wacker 04 Berlin (LL)              | 1:4       | Weddinger FC (LL)                |
| So 18.08., 15:00 Uhr  | Mariendorfer SV 06 (KLA)           | 4:1       | NFC Rot-Weiß Berlin (LL)         |
| So 18.08., 15:00 Uhr  | VfB Neukölln (OL)                  | 1:2       | Spandauer BC 06 (OL)             |
| So 18.08., 15:00 Uhr  | Reinickendorfer Füchse (OL)        | 4:0       | SSC Südwest 1947 (KLB)           |
| So 18.08., 15:00 Uhr  | SpVgg Schöneberg (KLA)             | 4:4 n. V. | SpVgg Hellas-Nordwest 04 (KLA)   |
| Di .20.08., 18:00 Uhr | Berliner Sport-Club (LL)           | 0:0 n. V. | Rapide Wedding (OL)              |
| Di .27.08., 19:00 Uhr | VfB Pankow (KLB)                   | 0:1       | SpVgg Berlin 1974 (KLB)          |

#### Wiederholungsspiele
| Datum                |                                | Ergebnis              |                          |
| -------------------- | ------------------------------ | --------------------- | ------------------------ |
| 0                    | Lichtenrader BC 25 (OL)        | 1:1 n. V. (5:4 i. E.) | Hertha BSC Amateure (OL) |
| 0                    | Vatanspor 1976 (KLB)           | 2:1 n. V.             | Spandauer SC 99 (KLB)    |
| 0                    | SpVgg Hellas-Nordwest 04 (KLA) | 0:2                   | SpVgg Schöneberg (KLA)   |
| Do 22.08., 18:00 Uhr | Rapide Wedding (OL)            | 4:0                   | Berliner Sport-Club (LL) |

### 3. Hauptrunde
An der 3. Hauptrunde nahmen die 32 Sieger der 2. Hauptrunde teil.
Die Auslosung wurde am 19. August 1985 vorgenommen.
| Datum                 |                               | Ergebnis  |                             |
| --------------------- | ----------------------------- | --------- | --------------------------- |
| Di 0.3.09., 18:00 Uhr | Preußen Wilmersdorf (KLA)     | 0:5       | SC Staaken (KLA)            |
| Di 0.3.09., 19:30 Uhr | Weddinger FC (LL)             | 7:4       | SpVgg Berlin 1974 (KLB)     |
| Mi 0.4.09., 17:30 Uhr | SC Charlottenburg (OL)        | 4:2       | Tasmania Berlin (OL)        |
| Mi 0.4.09., 17:30 Uhr | SV Adler Mariendorf (KLA)     | 1:1 n. V. | Lichtenrader BC 25 (OL)     |
| Mi 0.4.09., 17:30 Uhr | Mariendorfer SV 06 (KLA)      | 0:7       | BFC İzmirspor (KLA)         |
| Mi 0.4.09., 17:30 Uhr | Spandauer BC 06 (OL)          | 2:3       | Spandauer SV (OL)           |
| Mi 0.4.09., 17:30 Uhr | BFC Viktoria 1889 (KLA)       | 5:2       | BSC Kickers 1900 (KLA)      |
| Mi 0.4.09., 17:30 Uhr | Polizei SV Berlin (KLA)       | 4:2       | BFC Meteor 06 (KLA)         |
| Mi 0.4.09., 17:30 Uhr | BSV Normannia 08 (KLA)        | 4:1       | SpVgg Schöneberg (KLA)      |
| Mi 0.4.09., 17:30 Uhr | TuS Makkabi Berlin (OL)       | 5:1       | SV Nord-Nordstern (LL)      |
| Mi 0.4.09., 17:30 Uhr | SV Norden-Nordwest (KLA)      | 2:4 n. V. | Lichterfelder SU (OL)       |
| Mi 0.4.09., 17:30 Uhr | Rapide Wedding (OL)           | 2:0       | 1. FC Neukölln (LL)         |
| Do 05.09., 17:30 Uhr  | Traber FC Mariendorf (OL)     | 2:3       | Reinickendorfer Füchse (OL) |
| Do 05.09., 17:30 Uhr  | Hertha 03 Zehlendorf (OL)     | 1:0       | BSC Hota 1921 (KLA)         |
| Do 05.09., 18:30 Uhr  | BSV Grün-Weiss Neukölln (KLB) | 2:6       | SV Blau-Weiß Spandau (LL)   |
| Do 05.09., 19:00 Uhr  | Vatanspor 1976 (KLB)          | 1:0 n. V. | Wilmersdorfer SC (KLA)      |

#### Wiederholungsspiel
| Datum                |                         | Ergebnis |                           |
| -------------------- | ----------------------- | -------- | ------------------------- |
| Do 26.09., 18:00 Uhr | Lichtenrader BC 25 (OL) | 4:0      | SV Adler Mariendorf (KLA) |

### Achtelfinale
Am Achtelfinale nahmen die 16 Sieger der 3. Hauptrunde teil.
| Datum                 |                             | Ergebnis  |                           |
| --------------------- | --------------------------- | --------- | ------------------------- |
| So 15.12., 13:45 Uhr  | BFC İzmirspor (KLA)         | 0:1       | TuS Makkabi Berlin (OL)   |
| So 15.12., 13:45 Uhr  | Spandauer SV (OL)           | 6:1       | BFC Viktoria 1889 (KLA)   |
| So 15.12., 13:45 Uhr  | Polizei SV Berlin (KLA)     | 1:4       | Weddinger FC (LL)         |
| So 15.12., 13:45 Uhr  | Vatanspor 1976 (KLB)        | 0:2       | SC Charlottenburg (OL)    |
| Do 19.12., 19:00 Uhr  | Lichterfelder SU (OL)       | 7:2       | BSV Normannia 08 (KLA)    |
| Sa 21.12., 13:15 Uhr  | SC Staaken (KLA)            | 03:1 3    | SV Blau-Weiß Spandau (LL) |
| So 22.12., 13:45 Uhr  | Reinickendorfer Füchse (OL) | 1:3       | Hertha 03 Zehlendorf (OL) |
| Mi 0.8.01., 18:30 Uhr | Rapide Wedding (OL)         | 1:1 n. V. | Lichtenrader BC 25 (OL)   |

#### Wiederholungsspiel
| Datum                 |                         | Ergebnis              |                     |
| --------------------- | ----------------------- | --------------------- | ------------------- |
| Di .21.01., 18:30 Uhr | Lichtenrader BC 25 (OL) | 2:2 n. V. (5:4 i. E.) | Rapide Wedding (OL) |

### Viertelfinale
Am Viertelfinale nahmen die acht Sieger aus dem Achtelfinale teil.
Die Auslosung wurde am 23. Dezember 1985 in der SFB-Fernsehsendung „Sport Report“ vorgenommen.
| Datum                |                           | Ergebnis  |                         |
| -------------------- | ------------------------- | --------- | ----------------------- |
| Sa 01.02., 14:30 Uhr | Lichterfelder SU (OL)     | 0:1       | SC Charlottenburg (OL)  |
| So 02.02., 13:45 Uhr | TuS Makkabi Berlin (OL)   | 3:4 n. V. | SC Staaken (KLA)        |
| So 02.02., 13:45 Uhr | Hertha 03 Zehlendorf (OL) | 2:3       | Spandauer SV (OL)       |
| So 02.02., 13:45 Uhr | Weddinger FC (LL)         | 2:0       | Lichtenrader BC 25 (OL) |

### Halbfinale
Am Halbfinale nahmen die vier Sieger aus dem Viertelfinale teil.
Die Auslosung wurde am 3. Februar 1986 in der SFB-Fernsehsendung „Sport Report“ vorgenommen.
| Datum                |                        | Ergebnis |                   |
| -------------------- | ---------------------- | -------- | ----------------- |
| Mi 09.04., 17:30 Uhr | SC Charlottenburg (OL) | 3:1      | Weddinger FC (LL) |
| Mi 09.04., 17:30 Uhr | Spandauer SV (OL)      | 4:1      | SC Staaken (KLA)  |

### Finale
| Spandauer SV                                                             | Spandauer SV | SC Charlottenburg | SC Charlottenburg |
| ------------------------------------------------------------------------ | --- | --- | ----------------- |
| Spandauer SV                                                             | \| Sonntag, 11. Mai 1986 um 11:00 Uhr in West-Berlin (Stadion Askanierring) \| \| Ergebnis: 1:2 (1:0) \| \| Zuschauer: 1.157 \| \| Schiedsrichter: Fritz Loest \|                                                              | \| Sonntag, 11. Mai 1986 um 11:00 Uhr in West-Berlin (Stadion Askanierring) \| \| Ergebnis: 1:2 (1:0) \| \| Zuschauer: 1.157 \| \| Schiedsrichter: Fritz Loest \|                                                                                              | SC Charlottenburg |
| Spandauer SV                                                             | Michael Schramm – Ralf Ressel – Mario Nossol, Frank Hanisch – Andreas Hinze, Norbert Liß, Yücel Aydin, Wolfgang Schilling (77. Gary Rohrlack), Frank-Michael Marczewski – Frank Schaaf, Jörg Letzin Cheftrainer: Bernd Erdmann | Dieter Ingendae – Frank Mischke – Jörg Schepers, Jörg Rohnke – Stefan Kühlhorn (70. Stefan Brandenburger), Jürgen Schulz , Rainer Sprangowski, Christian Sackewitz, Bernd Geesdorf – Jürgen Rinke (70. Helge Brandt), Peter Pagel Cheftrainer: Fahrudin Jusufi | SC Charlottenburg |
| Spandauer SV                                                             | 1:0 Wolfgang Schilling (36.) | 1:1 Peter Pagel (76.) 1:2 Bernd Geesdorf (87.) | SC Charlottenburg |
| Spandauer SV                                                             | Frank-Michael Marczewski | | SC Charlottenburg |
| Sonntag, 11. Mai 1986 um 11:00 Uhr in West-Berlin (Stadion Askanierring) | | |                   |
| Ergebnis: 1:2 (1:0)                                                      | | |                   |
| Zuschauer: 1.157                                                         | | |                   |
| Schiedsrichter: Fritz Loest                                              | | |                   |

## Der Landespokalsieger im DFB-Pokal 1986/87
| Datum                      |                         | Ergebnis  |                      | Runde         |
| -------------------------- | ----------------------- | --------- | -------------------- | ------------- |
| Mi., 27.08.1986, 18:30 Uhr | SC Charlottenburg (III) | 0:3 (0:2) | SV Darmstadt 98 (II) | 1. Hauptrunde |